# Mantovské vévodství
Mantovské védoství (italsky Ducato di Mantova, lombardsky Ducaa de Mantua) je někdejší stát na území severní Itálie. Existoval v pozdním středověku a raném novověku.

## Historie

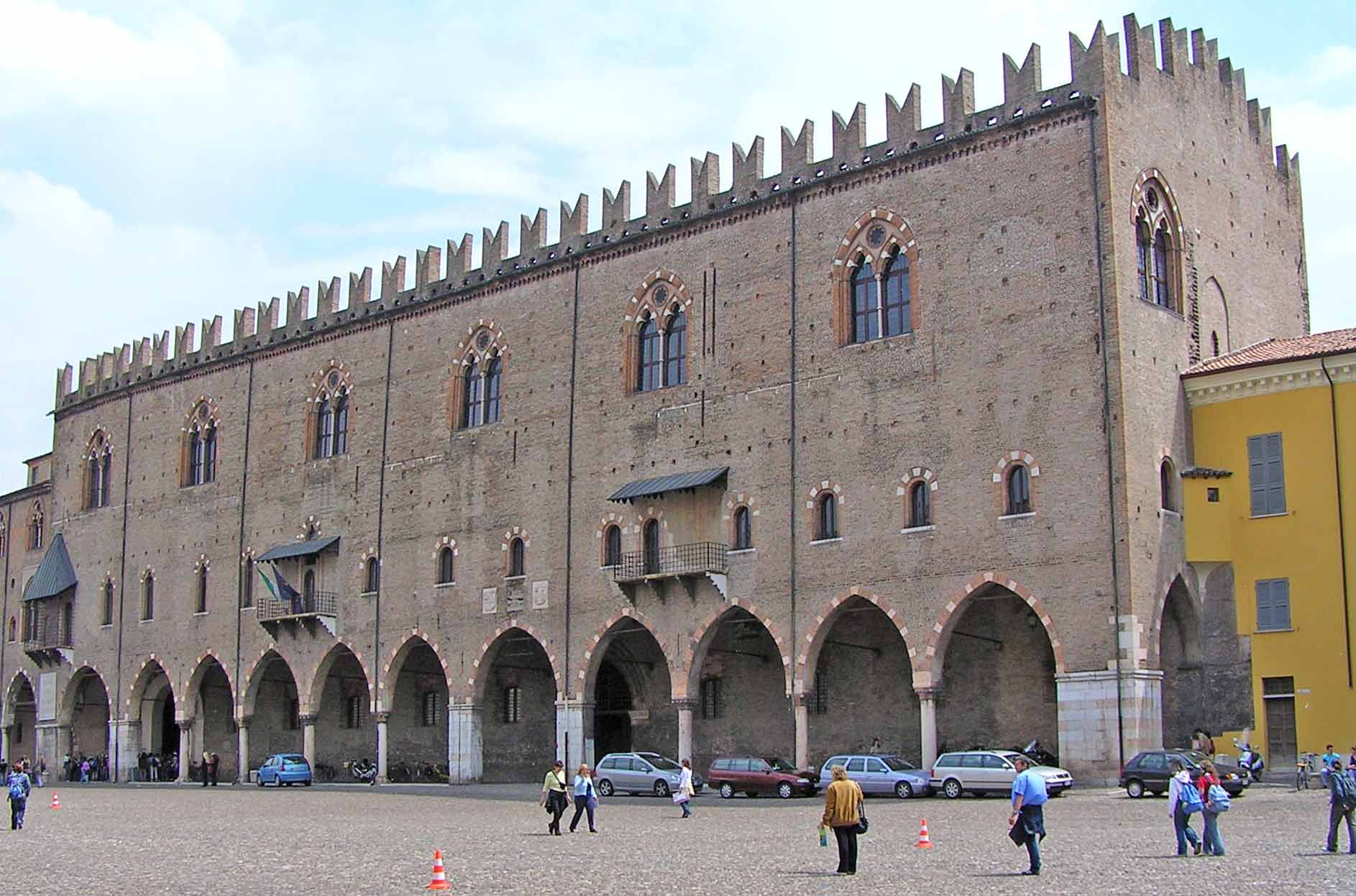
Vévodský palác v Mantově

Od roku 1433 existovalo Mantovské markrabství, které vzniklo z městského společenství Mantova ve spojitosti s říšským vikariátem. Roku 1530 bylo povýšeno na vévodství, v jehož čele stáli členové rodu Gonzagů.
V 18. století území se stalo bezprostředním územím rakouských habsburských území v Lombardii.